# Doby hájení ryb

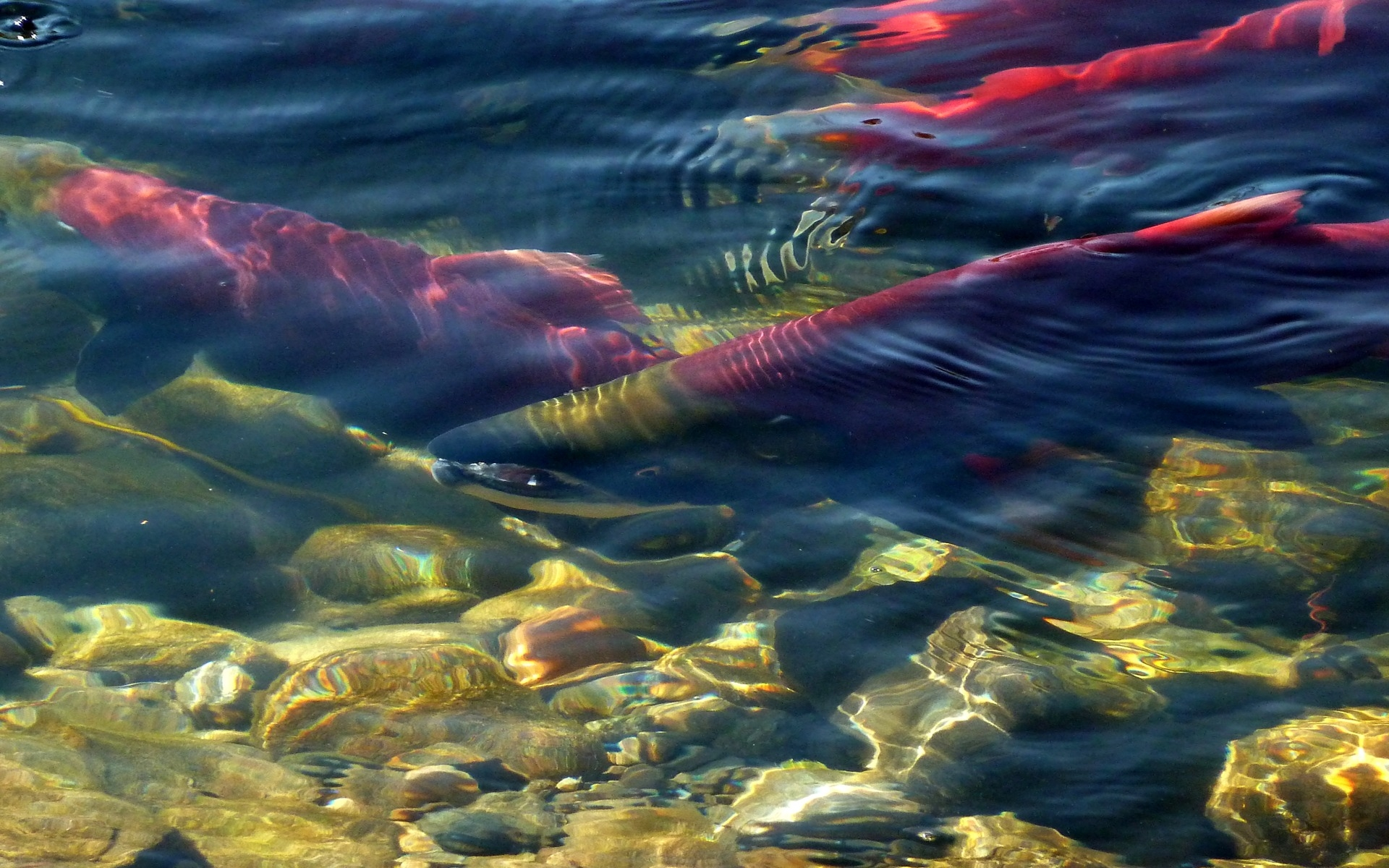
Tření ryb, jeden z důvodů, proč je zaváděna doba hájení

Doby hájení ryb jsou období roku stanovená příslušnou vyhláškou, ve kterých je podle tohoto ustanovení zakázáno lovit a přivlastňovat si dané druhy ryb. Pro každý rybí druh je toto období stanoveno individuálně s ohledem na potřeby ochrany druhu zejména v období rozmnožování, což přispívá k přirozenému koloběhu života v přírodě. V době hájení se daný druh ryby zásadně nesmí přisvojit. Při náhodném ulovení musí být šetrně vrácen zpět do vody. Ryby jsou v revírech hájeny buď v určitém časovém rozmezí, celoročně nebo nejsou hájeny vůbec. Ryby, na nichž nemá rybářské právo zájem o hájení, jsou především hospodářsky méně ceněné druhy, nebo jsou v konkrétní lokalitě považovány za nežádoucí.

## Doby hájení

### Pstruhový revír
- Od 1. prosince do 15. dubna - všechny druhy ryb
- Od 1. září do 30. listopadu
  - pstruh obecný (Salmo trutta),
  - losos obecný (atlantský) (Salmo salar).
- Od 16. dubna do 15. června
  - ostroretka stěhovavá (Chondrostoma nasus),
  - parma obecná (Barbus barbus),
  - parma východní (Barbus petenyi),
  - podoustev říční (nosák) (Vimba vimba),
  - jeseter, vyza (rod Acipenser, rod Huso),
  - lipan podhorní (Thymallus thymallus).

- Od 16. dubna do 30. září - hlavatka obecná (podunajská) (Hucho hucho).
- Od 1. září do 30. listopadu - úhoř říční (Anguilla anguilla).

### Mimopstruhový revír
- Od 1. září do 15. dubna
  - pstruh obecný (Salmo trutta),
  - losos obecný (atlantský) (Salmo salar).

- Od 16. března do 15. června
  - ostroretka stěhovavá (Chondrostoma nasus),
  - parma obecná (Barbus barbus),
  - parma východní (Barbus petenyi),
  - podoustev říční (nosák) (Vimba vimba),
  - jeseter, vyza (rod Acipenser, rod Huso),
  - jelec jesen (Leuciscus idus),
  - jelec tloušť (Leuciscus cephalus).

- Od 1. ledna do 15. června
  - bolen dravý (Aspius aspius),
  - candát obecný (Stizostedion lucioperca),
  - okoun říční (Perca fluviatilis),
  - sumec velký (Silurus glanis),
  - štika obecná (Esox lucius).

- Od 1. prosince do 15. června - lipan podhorní (Thymallus thymallus).
- Od 1. ledna do 30. září - hlavatka obecná (podunajská) (Hucho hucho)
- Od 1. září do 30. listopadu - úhoř říční (Anguilla anguilla).
- Od 1. ledna do 15. března - mník jednovousý (Lota lota).

### Celoročně hájení
V zájmu ochrany přírody jsou celoročně hájeny tyto druhy:
- drsek menší (Zingel streber),
- drsek větší (Zingel zingel),
- hrouzek Kesslerův (Gobio kessleri),
- mihule potoční (Lampetra planeri),
- mihule ukrajinská (Eudontomyzon mariae),
- sekavčík horský (Sabanejewia aurata).